# BST2
BST2 (англ. Bone marrow stromal cell antigen 2) – білок, який кодується однойменним геном, розташованим у людей на короткому плечі 19-ї хромосоми. Довжина поліпептидного ланцюга білка становить 180 амінокислот, а молекулярна маса — 19 769.
| 10         |  | 20         |  | 30         |  | 40         |  | 50         |
| ---------- |  | ---------- |  | ---------- |  | ---------- |  | ---------- |
| MASTSYDYCR |  | VPMEDGDKRC |  | KLLLGIGILV |  | LLIIVILGVP |  | LIIFTIKANS |
| EACRDGLRAV |  | MECRNVTHLL |  | QQELTEAQKG |  | FQDVEAQAAT |  | CNHTVMALMA |
| SLDAEKAQGQ |  | KKVEELEGEI |  | TTLNHKLQDA |  | SAEVERLRRE |  | NQVLSVRIAD |
| KKYYPSSQDS |  | SSAAAPQLLI |  | VLLGLSALLQ |  |            |  |            |

A: Аланін

C: Цистеїн

D: Аспарагінова кислота

E: Глутамінова кислота

F: Фенілаланін

G: Гліцин

H: Гістидин

I: Ізолейцин

K: Лізин

L: Лейцин

M: Метіонін

N: Аспарагін

P: Пролін

Q: Глутамін

R: Аргінін

S: Серин

T: Треонін

V: Валін

Задіяний у таких біологічних процесах, як імунітет, вроджений імунітет, противірусний захист. 
Локалізований у клітинній мембрані, цитоплазмі, мембрані, апараті гольджі, ендосомах.